# Pycnogonum magellanicum
Pycnogonum magellanicum är en havsspindelart som beskrevs av Hoek, P.P.C. 1898. Pycnogonum magellanicum ingår i släktet Pycnogonum och familjen Pycnogonidae. Inga underarter finns listade i Catalogue of Life.